# Liste des monuments de Rabat
Ceci est une liste des monuments classés par le ministère de culture marocain aux alentours de Rabat.
| Identifiant monument                                                                                         | Site          | Monument                                                    | Adresse                  | Date de classement | Décret | Coordonnées                        | Illustration                                        |                       |
| --- | ------------- | ----------------------------------------------------------- | ------------------------ | ------------------ | ------ | ---------------------------------- | --------------------------------------------------- | --------------------- |
| pc_architecture/tm:0003                                                                                      | Rabat         | Borj Sirat                                                  |                          |                    |        | 34° 01′ 53″ nord, 6° 50′ 39″ ouest | Borj Sirat                                          | Télécharger une image |
| pc_architecture/tm:0016                                                                                      | Rabat         | enceintes et fortifications de Rabat                        |                          |                    |        | 34° 01′ 58″ nord, 6° 50′ 13″ ouest | enceintes et fortifications de Rabat                | Télécharger une image |
| pc_architecture/sanae:280013                                                                                 | Rabat         | Médina de Rabat                                             |                          |                    |        | 34° 01′ 27″ nord, 6° 49′ 22″ ouest | Médina de Rabat                                     | Télécharger une image |
| pc_architecture/tm:0075                                                                                      | Rabat         | mausolée Mohammed-V                                         |                          |                    |        | 34° 01′ 21″ nord, 6° 49′ 19″ ouest | mausolée Mohammed-V                                 | Télécharger une image |
| pc_architecture/tm:0020                                                                                      | Rabat         | Chellah                                                     |                          |                    |        | 34° 00′ 24″ nord, 6° 49′ 13″ ouest | Chellah                                             | Télécharger une image |
| pc_architecture/sanae:180032                                                                                 | Rabat         | Jardin d'essais de Rabat                                    |                          |                    |        | 34° 00′ 30″ nord, 6° 50′ 45″ ouest | Jardin d'essais de Rabat                            | Télécharger une image |
| pc_architecture/sanae:190014 et pc_architecture/sanae:280022                                                 | Rabat         | Kasbah des Oudaias                                          |                          |                    |        | 34° 01′ 50″ nord, 6° 50′ 08″ ouest | Kasbah des Oudaias                                  | Télécharger une image |
| pc_architecture/idpcm:D97CBB                                                                                 | Rabat         | Agence pour l'aménagement de la vallée du Bouregreg         |                          |                    |        | 34° 01′ 04″ nord, 6° 49′ 51″ ouest | Agence pour l'aménagement de la vallée du Bouregreg | Télécharger une image |
| pc_architecture/sanae:100007                                                                                 | Rabat         | cathédrale Saint-Pierre de Rabat                            |                          |                    |        | 34° 01′ 04″ nord, 6° 49′ 53″ ouest | cathédrale Saint-Pierre de Rabat                    | Télécharger une image |
| pc_architecture/idpcm:F95F8                                                                                  | Rabat         | Rabat-Ville                                                 |                          |                    |        | 34° 00′ 59″ nord, 6° 50′ 08″ ouest | Rabat-Ville                                         | Télécharger une image |
| pc_architecture/idpcm:53B36                                                                                  | Rabat         | École M'hammed Guessous                                     |                          |                    |        | 34° 00′ 50″ nord, 6° 50′ 39″ ouest | École M'hammed Guessous                             | Télécharger une image |
| pc_architecture/idpcm:84E459                                                                                 | Rabat         | Cinéma Royal (d)                                            | 1 rue Amane, 10000 Rabat |                    |        | 34° 01′ 16″ nord, 6° 50′ 07″ ouest | Cinéma Royal (d)                                    | Télécharger une image |
| pc_architecture/sanae:290001                                                                                 | Rabat         | tour Hassan                                                 |                          |                    |        | 34° 01′ 27″ nord, 6° 49′ 22″ ouest | tour Hassan                                         | Télécharger une image |
| pc_architecture/idpcm:C282AD et pc_architecture/idpcm:D0EAD9                                                 | Rabat         | Fontaine (d)                                                |                          |                    |        | à géolocaliser                     | Image manquante Téléverser                          | Télécharger une image |
| pc_architecture/sanae:410039                                                                                 | Rabat         | Remparts (almohades) (d)                                    |                          |                    |        | 34° 00′ 47″ nord, 6° 50′ 11″ ouest | Image manquante Téléverser                          | Télécharger une image |
| pc_architecture/sanae:410041                                                                                 | Rabat         | Bab Zaer (d)                                                |                          |                    |        | 34° 00′ 22″ nord, 6° 49′ 37″ ouest | Bab Zaer (d)                                        | Télécharger une image |
| pc_architecture/tm:0005                                                                                      | Rabat         | Borj Lalla Qadiya (en)                                      |                          |                    |        | 34° 01′ 39″ nord, 6° 49′ 53″ ouest | Borj Lalla Qadiya (en)                              | Télécharger une image |
| pc_architecture/idpcm:3D5C9B                                                                                 | Rabat         | mosquée Lalla Tabernoust (d)                                | Rue Boukroune            |                    |        | 34° 01′ 32″ nord, 6° 50′ 15″ ouest | mosquée Lalla Tabernoust (d)                        | Télécharger une image |
| pc_architecture/sanae:320147                                                                                 | Rabat         | Dar Mitawry (d)                                             |                          |                    |        | à géolocaliser                     | Image manquante Téléverser                          | Télécharger une image |
| pc_architecture/sanae:530075                                                                                 | Rabat         | Zaouia Sidi Ali Ben Hamdouch (d)                            |                          |                    |        | 34° 01′ 45″ nord, 6° 50′ 07″ ouest | Zaouia Sidi Ali Ben Hamdouch (d)                    | Télécharger une image |
| pc_architecture/sanae:320145                                                                                 | Rabat         | Dar Er- Raghaï (d)                                          |                          |                    |        | à géolocaliser                     | Image manquante Téléverser                          | Télécharger une image |
| pc_architecture/sanae:320162                                                                                 | Rabat         | Palais Dar Trachen (d)                                      | 1 rue Tirana Rabat       |                    |        | 34° 01′ 32″ nord, 6° 50′ 39″ ouest | Image manquante Téléverser                          | Télécharger une image |
| pc_architecture/sanae:390033                                                                                 | Rabat         | Bab El Alou (d)                                             |                          |                    |        | 34° 01′ 36″ nord, 6° 50′ 31″ ouest | Bab El Alou (d)                                     | Télécharger une image |
| pc_architecture/sanae:490002                                                                                 | Rabat         | Tombeaux d'Abu al-Hasan et de Chams ed-Doha (d)             |                          |                    |        | 34° 00′ 25″ nord, 6° 49′ 23″ ouest | Tombeaux d'Abu al-Hasan et de Chams ed-Doha (d)     | Télécharger une image |
| pc_architecture/sanae:320149                                                                                 | Rabat         | Dar Mouline (d)                                             | 11, rue El Hassani       |                    |        | 34° 01′ 45″ nord, 6° 50′ 14″ ouest | Image manquante Téléverser                          | Télécharger une image |
| pc_architecture/idpcm:F91B99                                                                                 | Rabat         | Dar Hakam (d)                                               |                          |                    |        | à géolocaliser                     | Image manquante Téléverser                          | Télécharger une image |
| pc_architecture/idpcm:D36E                                                                                   | Rabat         | Administration des alaouites pour l’aide des handicapés (d) |                          |                    |        | à géolocaliser                     | Image manquante Téléverser                          | Télécharger une image |
| pc_architecture/sanae:390096                                                                                 | Rabat         | Bab Msalla (d)                                              |                          |                    |        | à géolocaliser                     | Image manquante Téléverser                          | Télécharger une image |
| pc_architecture/tm:0061                                                                                      | Rabat         | Bab Chellah (d)                                             |                          |                    |        | 34° 01′ 27″ nord, 6° 49′ 59″ ouest | Bab Chellah (d)                                     | Télécharger une image |
| pc_architecture/tm:0062                                                                                      | Rabat         | Bab El Bouiba (d)                                           |                          |                    |        | 34° 01′ 22″ nord, 6° 50′ 14″ ouest | Bab El Bouiba (d)                                   | Télécharger une image |
| pc_architecture/tm:0063                                                                                      | Rabat         | Bab El Had (d)                                              |                          |                    |        | 34° 01′ 19″ nord, 6° 50′ 25″ ouest | Bab El Had (d)                                      | Télécharger une image |
| pc_architecture/sanae:390029, documentation/idpcm:174605, pc_architecture/tm:0057 et pc_architecture/tm:0064 | Rabat         | Bab Lakbir                                                  |                          |                    |        | 34° 01′ 51″ nord, 6° 50′ 12″ ouest | Bab Lakbir                                          | Télécharger une image |
| pc_architecture/sanae:390097 et pc_architecture/idpcm:2A31A                                                  | Rabat         | Bab el-Q'bibat (d)                                          |                          |                    |        | 34° 01′ 00″ nord, 6° 51′ 16″ ouest | Image manquante Téléverser                          | Télécharger une image |
| pc_architecture/tm:0004                                                                                      | Rabat         | Borj Ed-Dar (d)                                             |                          |                    |        | 34° 01′ 56″ nord, 6° 50′ 24″ ouest | Borj Ed-Dar (d)                                     | Télécharger une image |
| pc_architecture/tm:0006                                                                                      | Rabat         | Borj Sidi Makhlouf (en)                                     |                          |                    |        | 34° 01′ 36″ nord, 6° 49′ 34″ ouest | Borj Sidi Makhlouf (en)                             | Télécharger une image |
| pc_architecture/sanae:050012, pc_architecture/idpcm:C70BE et pc_architecture/idpcm:C7435                     | Rabat         | Borj Sqala (Rabat) (d)                                      |                          |                    |        | 34° 02′ 00″ nord, 6° 50′ 08″ ouest | Borj Sqala (Rabat) (d)                              | Télécharger une image |
| pc_architecture/sanae:320101 et pc_architecture/idpcm:DF35BA                                                 | Rabat         | Dar Bargach (d)                                             |                          |                    |        | à géolocaliser                     | Image manquante Téléverser                          | Télécharger une image |
| pc_architecture/sanae:100008                                                                                 | Rabat         | bibliothèque de la Source (d)                               |                          |                    |        | 34° 01′ 14″ nord, 6° 49′ 49″ ouest | Image manquante Téléverser                          | Télécharger une image |
| pc_architecture/sanae:100010                                                                                 | Rabat         | église Saint-Pie-X de Rabat (d)                             | 40, rue Jaâfar Assadik   |                    |        | 33° 59′ 21″ nord, 6° 50′ 52″ ouest | Image manquante Téléverser                          | Télécharger une image |
| pc_architecture/sanae:100009                                                                                 | Rabat         | ancienne église de l'Océan (d)                              |                          |                    |        | 34° 01′ 20″ nord, 6° 50′ 58″ ouest | ancienne église de l'Océan (d)                      | Télécharger une image |
| pc_architecture/sanae:180003 et pc_architecture/idpcm:9FC920                                                 | Rabat         | Jardin des Oudayas (d)                                      |                          |                    |        | 34° 01′ 48″ nord, 6° 50′ 08″ ouest | Jardin des Oudayas (d)                              | Télécharger une image |
| pc_architecture/sanae:180076                                                                                 | Rabat         | Jardin de l'hôtel Hilton (d)                                |                          |                    |        | 33° 59′ 12″ nord, 6° 50′ 33″ ouest | Image manquante Téléverser                          | Télécharger une image |
| pc_architecture/sanae:270011                                                                                 | Rabat         | Medersa des OudaÏa (d)                                      |                          |                    |        | 34° 01′ 55″ nord, 6° 50′ 09″ ouest | Image manquante Téléverser                          | Télécharger une image |
| pc_architecture/idpcm:82BC3F                                                                                 | Rabat         | Hôtel Balima (d)                                            |                          |                    |        | 34° 01′ 05″ nord, 6° 50′ 07″ ouest | Hôtel Balima (d)                                    | Télécharger une image |
| pc_architecture/idpcm:D57604                                                                                 | Rabat         | Bureau de poste (d)                                         | Avenue Mohammed V        |                    |        | 34° 01′ 10″ nord, 6° 50′ 13″ ouest | Bureau de poste (d)                                 | Télécharger une image |
| pc_architecture/idpcm:7817B2                                                                                 | Rabat         | Bâtiment Maroc Télécom (d)                                  | Avenue Mohammed V        |                    |        | 34° 01′ 09″ nord, 6° 50′ 13″ ouest | Bâtiment Maroc Télécom (d)                          | Télécharger une image |
| pc_architecture/idpcm:8EE80B                                                                                 | Rabat         | hôtel Vatel (d)                                             |                          |                    |        | à géolocaliser                     | Image manquante Téléverser                          | Télécharger une image |
| pc_architecture/idpcm:23E559                                                                                 | Rabat         | hôtel Majestic (d)                                          |                          |                    |        | 34° 01′ 16″ nord, 6° 50′ 23″ ouest | Image manquante Téléverser                          | Télécharger une image |
| pc_architecture/idpcm:2387BE                                                                                 | Rabat         | hôtel Gaulois (d)                                           |                          |                    |        | 34° 01′ 16″ nord, 6° 50′ 16″ ouest | hôtel Gaulois (d)                                   | Télécharger une image |
| pc_architecture/idpcm:F595FD                                                                                 | Rabat         | Bâtiment du cinéma la Renaissance (d)                       |                          |                    |        | 34° 01′ 13″ nord, 6° 50′ 14″ ouest | Bâtiment du cinéma la Renaissance (d)               | Télécharger une image |
| pc_architecture/idpcm:E8DCC1                                                                                 | Rabat         | bâtiment du café la Comédie (d)                             |                          |                    |        | 34° 01′ 13″ nord, 6° 50′ 13″ ouest | Image manquante Téléverser                          | Télécharger une image |
| pc_architecture/tm:0068 et pc_architecture/sanae:390035                                                      | Rabat         | Bab el Bahr (d)                                             |                          |                    |        | 34° 01′ 39″ nord, 6° 49′ 54″ ouest | Bab el Bahr (d)                                     | Télécharger une image |
| pc_architecture/tm:0023                                                                                      | Rabat         | fort Hervé (d)                                              |                          |                    |        | 34° 01′ 30″ nord, 6° 51′ 03″ ouest | fort Hervé (d)                                      | Télécharger une image |
| pc_architecture/sanae:300003                                                                                 | Rabat         | mosquée Moulina (d)                                         |                          |                    |        | 34° 01′ 15″ nord, 6° 50′ 05″ ouest | mosquée Moulina (d)                                 | Télécharger une image |
| pc_architecture/tm:0049                                                                                      | Rabat         | Mosquée Hassan (d)                                          |                          |                    |        | 34° 01′ 21″ nord, 6° 49′ 19″ ouest | Mosquée Hassan (d)                                  | Télécharger une image |
| pc_architecture/idpcm:26AD4                                                                                  | Rabat         | Zaouia Tijania Al Atika (d)                                 |                          |                    |        | 34° 01′ 39″ nord, 6° 50′ 07″ ouest | Zaouia Tijania Al Atika (d)                         | Télécharger une image |
| pc_architecture/idpcm:4BA00                                                                                  | Rabat         | Zaouia Naciria (d)                                          |                          |                    |        | 34° 01′ 37″ nord, 6° 50′ 11″ ouest | Zaouia Naciria (d)                                  | Télécharger une image |
| pc_architecture/idpcm:D7E9D9                                                                                 | Rabat         | mosquée Bennani (d)                                         |                          |                    |        | 34° 01′ 34″ nord, 6° 50′ 12″ ouest | mosquée Bennani (d)                                 | Télécharger une image |
| pc_architecture/idpcm:AD230B                                                                                 | Rabat         | hôtel Mamounia (d)                                          |                          |                    |        | 34° 01′ 15″ nord, 6° 50′ 21″ ouest | Image manquante Téléverser                          | Télécharger une image |
| pc_architecture/idpcm:2B9A14                                                                                 | Rabat         | hôtel des Oudaïas (d)                                       | 132, boulevard El Alou   |                    |        | 34° 01′ 47″ nord, 6° 50′ 14″ ouest | Image manquante Téléverser                          | Télécharger une image |
| pc_architecture/idpcm:9669CD                                                                                 | Rabat         | hôtel Terminus (d)                                          |                          |                    |        | 34° 00′ 57″ nord, 6° 50′ 07″ ouest | Image manquante Téléverser                          | Télécharger une image |
| pc_architecture/sanae:670001                                                                                 | Rabat         | lycée Moulay-Youssef                                        |                          |                    |        | 34° 00′ 48″ nord, 6° 50′ 02″ ouest | lycée Moulay-Youssef                                | Télécharger une image |
| pc_architecture/sanae:450016                                                                                 | Salé et Rabat | Bouregreg                                                   |                          |                    |        | 34° 01′ 55″ nord, 6° 49′ 51″ ouest | Bouregreg                                           | Télécharger une image |
| pc_architecture/tm:0066                                                                                      | Rabat         | Bab ar-Rwah (en)                                            |                          |                    |        | 34° 00′ 46″ nord, 6° 50′ 16″ ouest | Bab ar-Rwah (en)                                    | Télécharger une image |
| pc_architecture/idpcm:0BE50                                                                                  | Rabat         | Jardin Belvédère de Rabat (d)                               |                          |                    |        | 34° 00′ 30″ nord, 6° 50′ 23″ ouest | Image manquante Téléverser                          | Télécharger une image |
| pc_architecture/sanae:180102                                                                                 | Rabat         | Jardin Nouzhat Hassan (d)                                   |                          |                    |        | 34° 01′ 20″ nord, 6° 50′ 03″ ouest | Jardin Nouzhat Hassan (d)                           | Télécharger une image |
| pc_architecture/idpcm:8EBD63                                                                                 | Rabat         | grande mosquée de Rabat (en)                                |                          |                    |        | 34° 01′ 33″ nord, 6° 50′ 01″ ouest | grande mosquée de Rabat (en)                        | Télécharger une image |
| pc_architecture/sanae:390034                                                                                 | Rabat         | Bab de la Télégraphie (d)                                   |                          |                    |        | 34° 01′ 30″ nord, 6° 49′ 51″ ouest | Bab de la Télégraphie (d)                           | Télécharger une image |
| pc_architecture/sanae:050011                                                                                 | Rabat         | Tour des Pirates (d)                                        |                          |                    |        | 34° 01′ 59″ nord, 6° 50′ 07″ ouest | Tour des Pirates (d)                                | Télécharger une image |
| pc_architecture/tm:0059                                                                                      | Rabat         | La mosquée Laatiq (d)                                       |                          |                    |        | 34° 01′ 55″ nord, 6° 50′ 09″ ouest | La mosquée Laatiq (d)                               | Télécharger une image |
| pc_architecture/tm:0022                                                                                      | Rabat         | Kasbah Moulay Rachid (d)                                    |                          |                    |        | 34° 01′ 47″ nord, 6° 50′ 19″ ouest | Kasbah Moulay Rachid (d)                            | Télécharger une image |
| pc_architecture/sanae:190044 et pc_architecture/tm:0074                                                      | Skhirate      | Kasba de Dchira (d)                                         |                          |                    |        | 33° 53′ 54″ nord, 6° 57′ 34″ ouest | Image manquante Téléverser                          | Télécharger une image |